# Geoffroyus
Geoffroyus es un género de aves psitaciformes de la familia Psittaculidae que agrupa a tres especies de loros originarias de las selvas de Australasia.

## Distribución
Los loros del género Geoffroyus habitan en las selvas del Indo-Pacífico en Australasia, en Indonesia, Australia, Papúa Nueva Guinea, Timor, las Molucas, entre otros.

## Especies
Las tres especies pertenecientes al género según un orden filogenético de la lista del Congreso Ornitológico Internacional son:
| Nombre científico                                                           | Nombre común       | Imagen |
| --------------------------------------------------------------------------- | ------------------ | ------ |
| Geoffroyus geoffroyi                                                        | Lorito carirrojo   |        |
| Geoffroyus simplex                                                          | Lorito acollarado  |        |
| Geoffroyus heteroclitus                                                     | Lorito heteróclito |        |
| Geoffroyus aureus (posiblemente extinto)                                    | Lorito dorado      |        |
| Geoffroyus hyacinthinus (a veces considerado subespecie de G. heteroclitus) | Lorito de Rennell  |        |